# Sportgemeinschaft (DDR)

Historisches Logo der SG Adlershof

Sportgemeinschaften  in der DDR (kurz: SG) entstanden bereits im Jahr 1945 mit der Zerschlagung und Enteignung bürgerlicher Vereine in der SBZ. Mit den in der Folgezeit vollzogenen Umstrukturierungen, der Reorganisation des Betriebssportes auf Produktionsgrundlage, verschwanden die Sportgemeinschaften fast vollständig aus dem DDR-Sportbereich. Nahezu alle losen Gemeinschaften wurden ab 1949 innerhalb der jeweiligen Sportvereinigung und des zuständigen Trägerbetriebes zur Betriebssportgemeinschaft umstrukturiert.
Im Fußball existierten lose Sportgemeinschaften in geringer Anzahl bis 1990 analog weiter, spielten auf sportlicher Ebene hinter den Betriebssportgemeinschaften sowie Sport- und Fußballclubs jedoch keinerlei Rolle und agierten ohne finanzielle Unterstützung diverser Betriebe entsprechend chancenlos in unteren Ligen. Im Fußballbereich traten mit der SG Sosa, Concordia Wilhelmsruh, der SG Hohenschönhausen oder der SG Grünau zwischenzeitlich diverse Sportgemeinschaften in Erscheinung, welche zum Teil sogar Bezirksmeisterschaften einfuhren und kurzzeitig in die zweitklassige DDR-Liga bzw. drittklassige II. DDR-Liga aufstiegen.
Bis in die achtziger Jahre wurde der Großteil übriggebliebener Sportgemeinschaften ebenfalls zu Betriebssportgemeinschaften umgewandelt.
Die Sportgemeinschaften Dynamo trugen zwar ebenfalls die Bezeichnung Sportgemeinschaft, gehörten aber der Sportvereinigung Dynamo an und waren damit keine losen Gemeinschaften.

## Sportgemeinschaften mit gewonnenen Bezirksmeisterschaften (Fußball)

Historisches Logo der SG Hohenschönhausen

| Sportgemeinschaft        | Bezirksliga                 | Meisterschaft    |
| SG Hohenschönhausen      | Bezirksliga Berlin          | 1953/54          |
| SG Lichtenberg 47        | Bezirksliga Berlin          | 1954/55, 1963/64 |
| SG Grünau                | Bezirksliga Berlin          | 1958             |
| SG Fortuna Biesdorf      | Bezirksliga Berlin          | 1962/63          |
| SG Zwenkau               | Bezirksliga Leipzig         | 1955, 1958       |
| SG Blau-Weiß Reichenbach | Bezirksliga Karl-Marx-Stadt | 1966/67          |
| SG Sosa                  | Bezirksliga Karl-Marx-Stadt | 1978/79, 1980/81 |